# Rastede
Rastede è un comune di 22 874 abitanti, della Bassa Sassonia, in Germania.
Appartiene al circondario (Landkreis) dell'Ammerland (targa WST).
Nel suo territorio si forma il fiume Jade.